# سوقلوق
سوقلوق (به لاتین: Sokuluk) یک منطقهٔ مسکونی در قرقیزستان است که در شهرستان سوقلوق واقع شده‌است. سوقلوق ۲۴٬۴۱۷ نفر جمعیت دارد و ۷۲۸ متر بالاتر از سطح دریا واقع شده‌است.